# Armand-Désiré de Vignerot du Plessis
Pour les articles homonymes, voir Armand du Plessis, Plessis (homonymie) et Aiguillon.
Pour les autres titulaires du duché d'Aiguillon, voir Liste des ducs d'Aiguillon.
 (mars 2017).

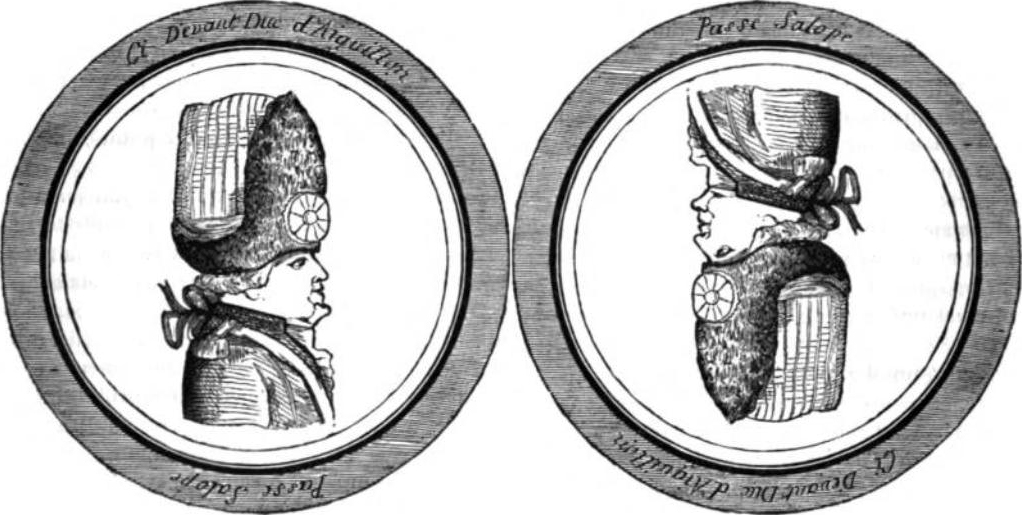
Médaillon réversible du duc d'Aiguillon en « poissarde » (estampe satirique de l'époque révolutionnaire).

Armand-Désiré de Vignerot du Plessis-Richelieu, duc d’Aiguillon et duc d’Agenois, pair de France, est un aristocrate et un militaire français, né le 31 octobre 1761 à Paris et mort le 4 mai 1800 à Hambourg. Général de brigade de cavalerie, il fut partisan de la Révolution jusqu’en 1792.

## Avant la Révolution
Il est le fils d’Emmanuel-Armand de Vignerot du Plessis, duc d'Aiguillon et de Louise Félicité de Brehan.
Il sert en 1773 dans les chevau-légers de la garde du roi, obtient le rang de capitaine le 17 décembre 1778, et celui de capitaine-lieutenant le 31 octobre 1779. Il épouse le 1er février 1785 Jeanne-Victoire-Henriette de Navailles, vicomtesse de Saint-Martin en Navarre. Titré duc d’Agenois le 12 août 1785, il est réformé avec la compagnie de chevau-légers le 1er octobre 1787. Il refuse sa nomination de mestre de camp du régiment de la Fère infanterie le 10 mars 1788, et est nommé colonel du régiment Royal-Pologne cavalerie le 21 septembre 1788. À la mort de son père  le 1er septembre 1788, il accède à la pairie et devient duc d’Aiguillon.

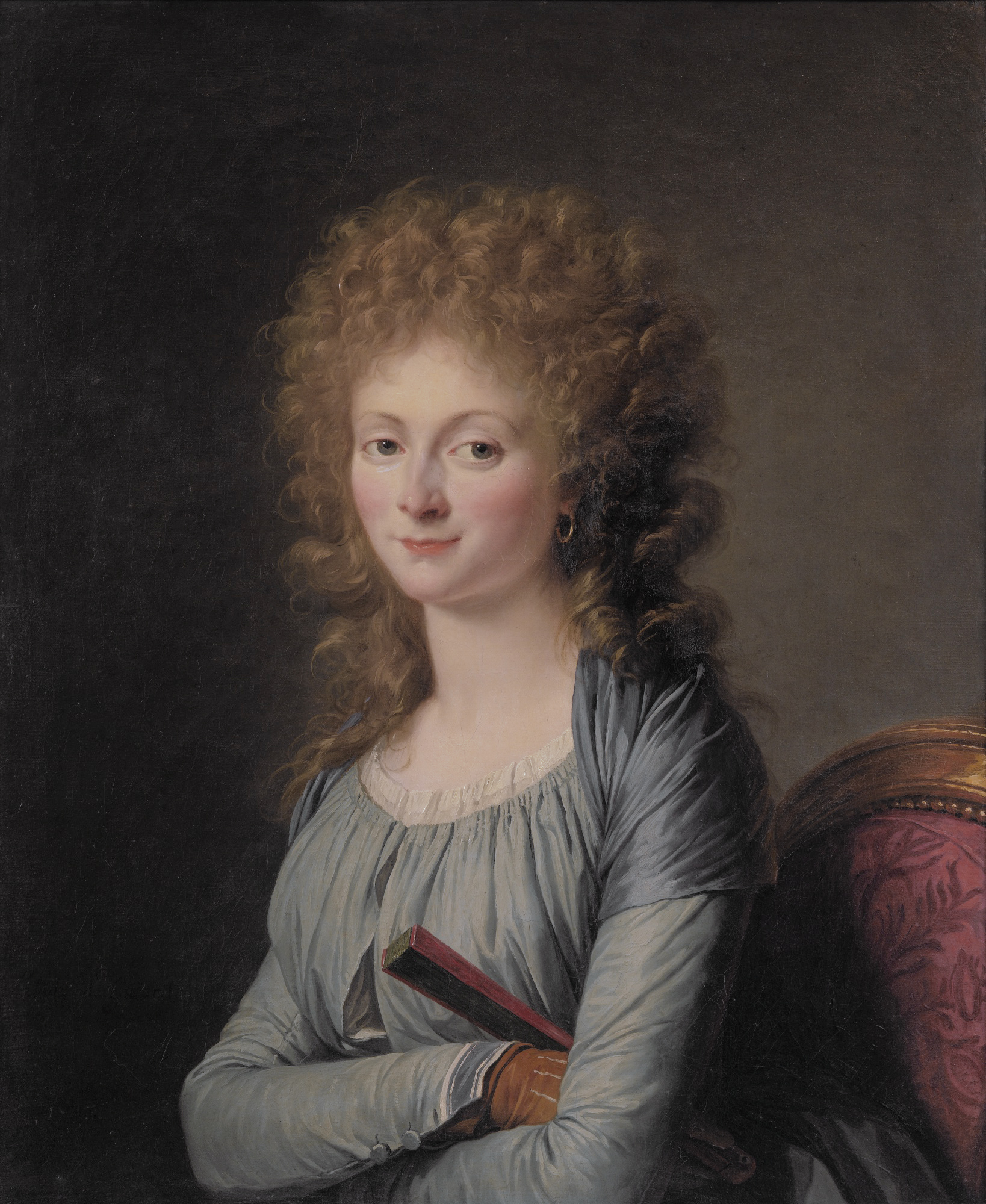
La duchesse d'Aiguillon - Adélaïde Labille-Guiard - 1790.

## Sous la Révolution
Élu député de la noblesse de la sénéchaussée d’Agen aux États généraux le 26 mars 1789, il est l’un des plus chauds partisans de la Révolution à ses débuts et l’un des chefs du Club breton. Il est un des premiers représentants de la noblesse à se réunir au tiers état, et lors de la fameuse nuit du 4 août, il est le second à demander aux gentilshommes de renoncer à leurs privilèges. En effet après Louis-Marie de Noailles, qui, le premier, demande la suppression sans indemnité des servitudes personnelles, le duc d’Aiguillon, plus grosse fortune du royaume après le roi, monte à la tribune pour proposer le rachat à très faible taux des droits féodaux et renoncer aux privilèges nobiliaires. Cela lui vaut l’hostilité de la droite monarchique. On prétend l’avoir vu déguisé en poissarde, les 5 et 6 octobre 1789, lors de l’invasion du palais de Versailles par la foule. Honoré-Gabriel Riqueti, comte de Mirabeau l’ayant rencontré sur sa route, lui aurait crié : « Passe ton chemin, salope ! ». Il a toujours repoussé ces accusations (reprises par le Chevalier de Meude-Monpas dans le Petit Gautier).
Il est élu secrétaire de l’Assemblée constituante le 4 janvier 1790, et le 15 avril se prononce pour la création des assignats. Le 15 mai suivant, à l’occasion de l’armement de l’Espagne contre l’Angleterre, auquel la Cour paraît déterminée à prendre une part active, il s’élève fortement contre la guerre, qu’il qualifie de piège tendu par les ministres, et expose avec beaucoup d’adresse et de clairvoyance les dangers pour un État libre d’un roi guerrier et victorieux. Il conclut sur la proposition que l’Assemblée commence par délibérer pour déterminer qui du corps législatif ou du roi a le droit de paix et de guerre. Dans le débat qui suit, il se prononce pour l’attribution de ce droit à la nation et non au roi.
À la séance du 23 février 1791, après la lecture d’une lettre de la municipalité de Moret qui annonce qu’elle a essayé en vain de s’opposer au départ de Mesdames, tantes du roi, obligée qu’elle fut de céder devant la force, le duc d’Aiguillon demande que le ministre de la guerre soit interpellé pour savoir s’il a ordonné de fournir une escorte. Il ajoute : « Dans ce cas, je le dénonce comme auteur d’un délit grave et comme ayant porté atteinte à la constitution ». À la suite de cette affaire, il réclame quelques jours plus tard une loi sur la résidence de la famille royale, et, le 13 août suivant il propose que le roi et l’héritier présomptif de la couronne ne puissent jamais commander les armées.
Pour expliquer ses opinions défavorables à sa classe, Michaud évoque l’hypothèse que c’était peut-être un ressentiment particulier contre la reine, qui avait haï son père et contribué à sa disgrâce, qui l’avait jeté dans le parti démocratique.

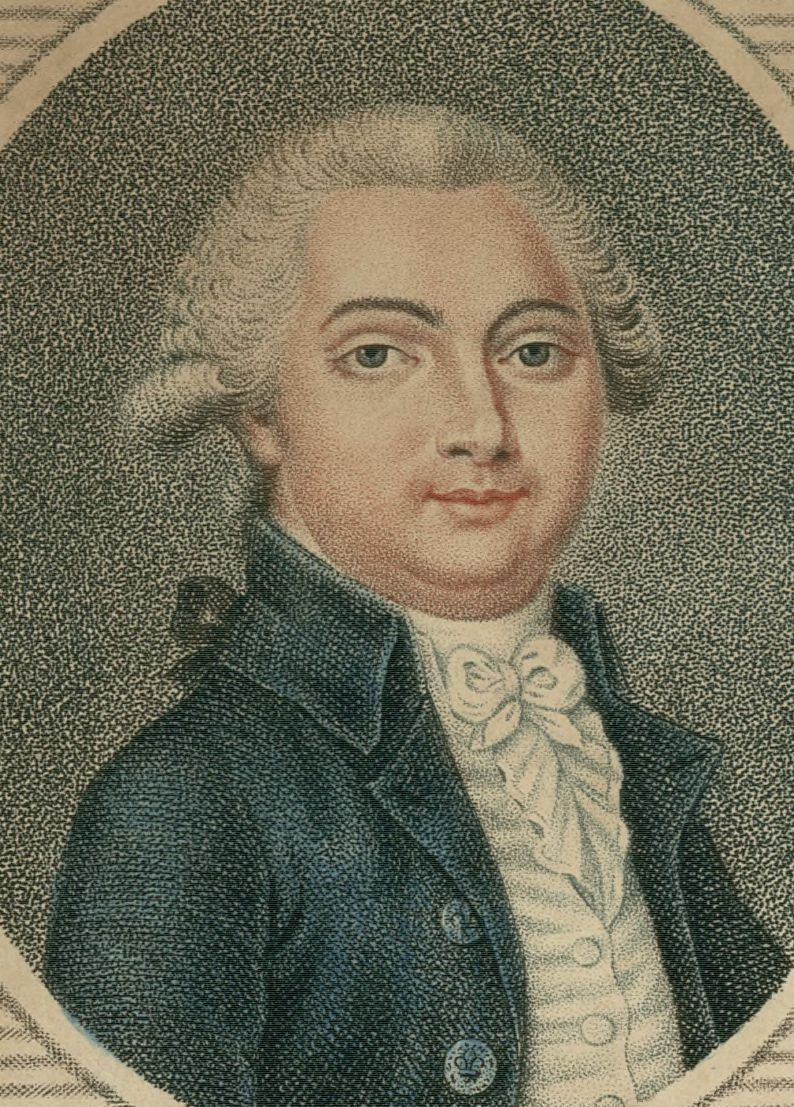
Le duc d'Aiguillon, député de la Sénéchaussée d'Agen, gravure de J.-B. Vérité, 1789.

La vie politique du duc d’Aiguillon se termine là. Revenu dans l’armée, il sert comme colonel du 1er régiment de chasseurs à cheval le 23 novembre 1791, puis du 7e Chasseurs à Cheval en garnison à Sélestat le 15 décembre 1791. Il est nommé maréchal de camp employé à l’armée du Rhin le 7 mai 1792, et occupe les gorges de Porrentruy en remplacement de Custine, nommé à la tête de l’armée du Rhin. Employé à l’armée du Haut-Rhin sous le général d’Harambure, il réprouve l’insurrection du 10 août 1792. Le 31 août, il est destitué et décrété d’accusation. Abandonnant sa fonction, il émigre alors le 6 septembre 1792 et gagne en octobre 1792 Hambourg, où il s’installe avec ses amis les frères Alexandre et Charles-Malo de Lameth. Accusé par Achille Viard d’être à Londres le membre d’une coterie d’émigrés complotant contre la France, il le nie dans une lettre parue en 1793 dans Le Moniteur. Radié de la liste des émigrés en 1800, il s’apprête à rentrer en France, mais meurt fusillé le 4 mai à Hambourg (cité dans les Reminiscences de Michael Kelly).
Il fut le dernier duc d’Aiguillon en ligne directe.

## Franc-maçonnerie
Franc-maçon il est fondateur et vénérable maître de la loge « La sincère union » sise à Chatelaudren en 1774.